# Takeharu Yamanaka
Takeharu Yamanaka (en japonés: 山中 竹春|Yamanaka Takeharu; Chichibu, 27 de septiembre de 1972) es un político japonés y actual alcalde de Yokohama, la capital de la prefectura de Kanagawa. Derrotó a la alcaldesa titular Fumiko Hayashi en las elecciones a la alcaldía de Yokohama de 2021. Su campaña independiente fue apoyada por el Partido Democrático Constitucional de Japón, Partido Socialdemócrata y el Partido Comunista de Japón. La campaña de Yamanaka se centró en la oposición a un desarrollo complejo integrado planificado y un casino para la ciudad que se construiría en el muelle de Yamashita, las críticas contra la respuesta del gobierno a la pandemia de COVID-19 y las relaciones hermanas adicionales con San Francisco, California.
Yamanaka trabajó anteriormente como profesor en la Universidad de la Ciudad de Yokohama y como científico de datos.